# Рутхард (граф)
Рутхард (на немски: Ruthard, † преди 31 август 790) е франкски благородник, между 749 и 769 г. граф в Аргенгау. Той е прародител на старите Велфи (наричани също Рудолфинги).
След разгромяването на алеманското херцогство от Каролингите и чрез кръвния съд в Канщат (746) от майордом Карлман, той и Варин († 774) са тези франки, които стават франкски администратори в Алемания (administratores Alamanniae). Той е актив преди всичко северно от Боденското езеро, а Варин работи южно от езерото.
През 748/749 г. той основава манастир Арнулфсау. Той основава и други манастири. През 752 г. той е доказан заедно с Фулрад, абт на Сен-Денис († 784), на кралска служба. През зимата 753/754 г. той е – отново с Фулрад – придружител на търсещия помощ папа Стефан II в пътуването до Пипин Млади.
През 769 г. е споменат в документ за последен път като граф в Аргенгау като Roadharti comite.
През 771 г. Рутхард (Ratardus) завешава собствеността си в Мандрес in pago Scarponinse (Scarponnois, също и като "Charpeigne") на абатство Горце до Мец. От документа се разбира, че баща му се казва Хардрад („filius Hadradi quondam“), че за пръв път е женен за Хаилдис, и втори път за Ермена.